# Comitatul Pasquotank, Carolina de Nord
Comitatul Pasquotank (în original, Pasquotank County) este unul din cele 100 de comitate ale statului North Carolina, Statele Unite ale Americii. Conform datelor furnizate de United States Census Bureau, populația comitatului fusese de 40.661 de locuitori la 1 aprilie 2011, data efectuării celui de-al 23-lea recensământ al Uniunii.
Reședința comitatului este orașul Elizabeth City GR6. Comitatul Pasquotank este parte a zonei metropolitane omonime sediului său, Elizabeth City, North Carolina, Micropolitan Statistical Area.

## Guvern local
Comitatul Pasquotank este parte a consiliului regional de guvernare cunoscut sub numele de Albemarle Commission.

## Geografie
Conform biroului de recensământ al Statelor Unite, United States Census Bureau, suprafața totală a comitatului este de circa 749 km² (sau aproximativ 289 square miles) dintre care circa 588 km² (sau 227 sq mi) reprezintă uscat, iar restul de 161 km² (21.61 %) reprezintă apă.

### Comitate adiacente
- Comitatul Camden (est)
- Comitatul Perquimans (sud-vest)
- Comitatul Gates (nord-vest)

### Zonei protejate naționale
- Great Dismal Swamp National Wildlife Refuge (parțial)

## Educație
- College of the Albemarle
- Elizabeth City State University
- Mid-Atlantic Christian University

## Orașe și târguri (Cities and towns)

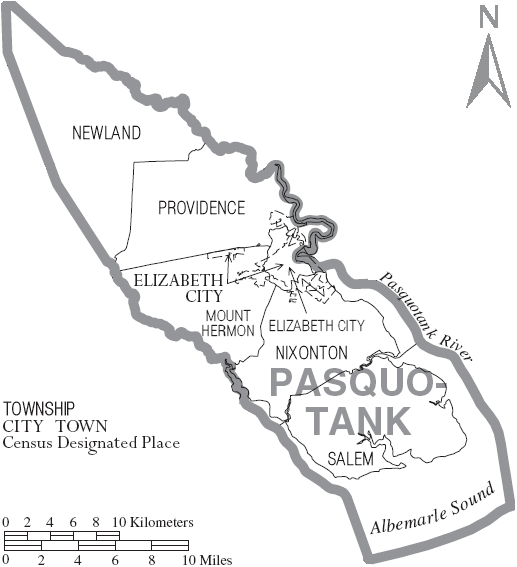
Harta comitatului Pasquotank, Carolina de Nord, cu subdiviziunile sale - municipii (city și town) și districte civile (townships)

- Elizabeth City
- Nixonton

## Demografie
|  | Graficele sunt indisponibile din cauza unor probleme tehnice. Mai multe informații se găsesc la Phabricator și la wiki-ul MediaWiki. |

Date: Wikidata - grafică realizată de Wikipedia